# Dornstadt-Linkersbaindt
Dornstadt-Linkersbaindt är ett kommunfritt område i Landkreis Donau-Ries i Regierungsbezirk Schwaben i förbundslandet Bayern i Tyskland.